# Monasterio de Kvatajevi
Kvatajevi (en georgiano., ქვაბთახევი) es un monasterio ortodoxo georgiano medieval en la Región de Shida Kartli, Georgia, a 55 km al oeste de Tiflis.
El complejo del monasterio de Kvatajevi está ubicado cerca del pueblo de Kavtishevi al final del desfiladero, cortado por un arroyo, en las laderas del norte de la cordillera Trialeti, protegido en tres lados por laderas de montañas escarpadas. Fue fundada en los siglos XII-XIII y se asemeja a los monasterios georgianos de Betania y Pitareti  con sus formas y decoración arquitectónicas, que reflejan el canon moderno de la arquitectura de la iglesia georgiana del templo. En la sección transversal del templo, casi una plaza, con una cúpula, colocada sobre dos pilares independientes y dos pilares, que descienden de los aleros del altar. El espacio interior de la iglesia está formado por la intersección de la sala cruciforme y la cúpula.
El edificio tiene dos portales (entradas), uno en el sur, el segundo en el oeste. La fachada está recubierta con azulejos cuadrados de piedra finamente tallada. La decoración está repleta de estuco, especialmente alrededor de las ventanas y la base de la cúpula; La fachada oriental está decorada con una gran cruz ornamentada.
Históricamente, Kvatajevi también fue un centro literario, donde se copiaron varios manuscritos. También poseía importantes tesoros, joyas georgianas medievales, muchas de las cuales se adquirieron posteriormente y actualmente se exhiben en Moscú en el Museo Estatal de Historia
El monasterio sufrió daños importantes durante la invasión de Timur en Georgia en el siglo XIV, pero posteriormente se restauró casi por completo bajo el patrocinio del Príncipe Ivan Tarkhanov-Mouravov en 1854. El campanario se añadió en 1872.